# Чесночник большой
Чесно́чник большо́й (лат. Mycétinis alliáceus) — вид грибов, входящий в род Чесночник (Mycetinis) семейства Негниючниковые (Marasmiaceae).
Небольшой гриб с сильным запахом чеснока, используемый в качестве приправы.

## Описание
Плодовые тела шляпконожечные, коллибиоидные. Шляпка у взрослых грибов 1—6,5 см в диаметре, по краю слабо просвечивающая, с голой гладкой поверхностью, окрашенной в тёмно-жёлтые или красно-коричневые тона, по краю более бледная.
Мякоть тонкая, одного цвета с поверхностью, с сильным запахом и вкусом чеснока.
Пластинки гименофора частые, в числе 17—23, с пластиночками, свободные от ножки, розовато-белые или сероватые, с неправильно зазубренным краем.
Ножка 6—15 см длиной и 2—5 мм толщиной, центральная, цилиндрическая или сплюснутая, крепкая, серо-коричневая до чёрной, покрытая опушением, в основании с серым мицелием.
Споровый отпечаток белый. Споры 9—12×5—7,5 мкм, широкоэллиптические до миндалевидных. Базидии в основном четырёхспоровые. Кутикула шляпки — гименидермис. Хейлоцистиды веретеновидные или цилиндрические, плевроцистиды отсутствуют.

### Сходные виды
- Mycetinis querceus (Britzelm.) Antonín & Noordel., 2008 — отличается волосистой красно-коричневой ножкой, очень гигрофанной шляпкой с сильно просвечивающими пластинками в сырую погоду. Окрашивает субстрат в беловато-жёлтый цвет, придаёт ему сильный чесночный запах. Редкий вид, обычно встречающийся на листьях дуба.

## Ареал и экология
Распространённый в широколиственных лесах Европы. Произрастает на опаде и гниющих веточках бука. Встречается часто, большими группами со второй декады июня по октябрь.

## Систематика

### Синонимы
- Agaricus alliaceus Jacq., 1762 : Fr., 1821
- Agaricus dolinensis Schulzer, 1870
- Chamaeceras alliaceus (Jacq.) Kuntze, 1898
- Marasmius alliaceus (Jacq.) Fr., 1838
- Marasmius alliaceus var. subtilis J.E.Lange, 1921
- Marasmius schoenopus Kalchbr., 1875, nom. superfl.
- Mycena alliacea (Jacq.) P.Kumm., 1871